# Ex caserma dei carabinieri
L'edificio dell'ex caserma dei carabinieri è un palazzo settecentesco, situato a Villarosa. Fu costruito alla fine del settecento come amministrazione della famiglia Deodato. È oggi un bene tutelato dalla Sovrintendenza ai monumenti dello Stato.
Il palazzo antico è stato venduto nel 2005.